# 雷马·卡尔皮宁
雷马·卡尔皮宁（芬蘭語：Reima Karppinen，1958年1月27日—），芬兰男子赛艇运动员。他曾代表芬兰参加世界赛艇锦标赛，获得一枚铜牌。他也曾参加1984年、1988年和1992年夏季奥林匹克运动会。